# Campini-Caproni C.C.2
Die Campini-Caproni C.C.2 (oft als „Campini-Caproni N.1“ bezeichnet) ist ein luftansaugendes, thermojetgetriebenes Flugzeug, das in Italien gebaut wurde. Der Erstflug war am 27. August 1940. Die C.C.2 war das zweite strahlgetriebene Flugzeug der Welt.

## Geschichte

### Vorgeschichte
Obwohl Italien nicht zu den führenden Ländern auf dem Gebiet des Luftstrahlantriebes gehörte, war es doch mit der Caproni Campini CC.2 das zweite Land, in dem ein solches Flugzeug flog. Der Thermojet-Antrieb bestand aus einem Kolbenmotor, der einen Mantelpropeller als Verdichter mit verstellbaren Schaufeln und unvollkommener Nachverbrennung antrieb. Dieses Konzept führte jedoch in eine entwicklungstechnische Sackgasse und wurde bald von den Gasturbinen abgelöst.

### Entstehung
Der Ingenieur Secondo Campini gründete 1931 das Unternehmen VENAR mit einem Konstruktionsbüro in Mailand. Im Januar 1931 und Juli 1932 erhielt Campini zwei Patente für seine Idee eines strahlgetriebenen Flugzeugs mit kreisförmigem Querschnitt in dem ein Flugmotor einen Mantelpropeller im Rumpfbug antrieb, wonach die Luft im Flugzeugheck mit Treibstoff gemischt und nach der Zündung beschleunigt ausgestoßen werden sollte. Am 5. Februar 1934 erteilte die italienische Luftwaffe VENAR den Auftrag zum Bau einer Testzelle und zwei Flugzeugen nach dem Campini-System, die bis zum 31. Dezember 1936 geliefert werden sollten. In Zusammenarbeit mit Gianni Caproni entstand zum Bau der Flugzeuge das Centro Sperimentale Campini in der Taliedo-Fabrik von Caproni in Mailand. Die Arbeiten an den N.1 genannten Flugzeugen begannen Ende 1934. Die Luftwaffe stellte im Mai 1935 einen Flugmotor Isotta Fraschini Asso 750R zur Verfügung, der 1936 für Bodenversuche verwendet wurde. Im Sommer 1937 verschob man den Abgabetermin auf Dezember 1938. Im März 1940 lieferte die italienische Luftwaffe zwei V-12-Kolbenmotoren Isotta Fraschini Asso L.121 RC.40 mit jeweils 900 PS (662 kW) zum Einbau in die beiden N.1-Flugzeuge. Erste Versuche zeigten, dass der dreistufige Axial-Mantelverdichter 700 PS beanspruchte, um einen Schub von etwa 700 kp (6,86 kN) ohne „Nachbrenner“ zu erzeugen. 
Während der Rollversuche am 27. August 1940 hob die No.1-Maschine (Militärische Dienstnummer MM487), die von Mario de Bernardi gesteuert wurde, zu ihrem 10-minütigen Erstflug ab und war damit das erste strahlgetriebene italienische Flugzeug, obwohl der „Nachbrenner“ bei dem Flug noch nicht zum Einsatz kam. Die Steigrate der Maschine betrug bei dem Erstflug lediglich 42 m/min. 

### Weitere Erprobung

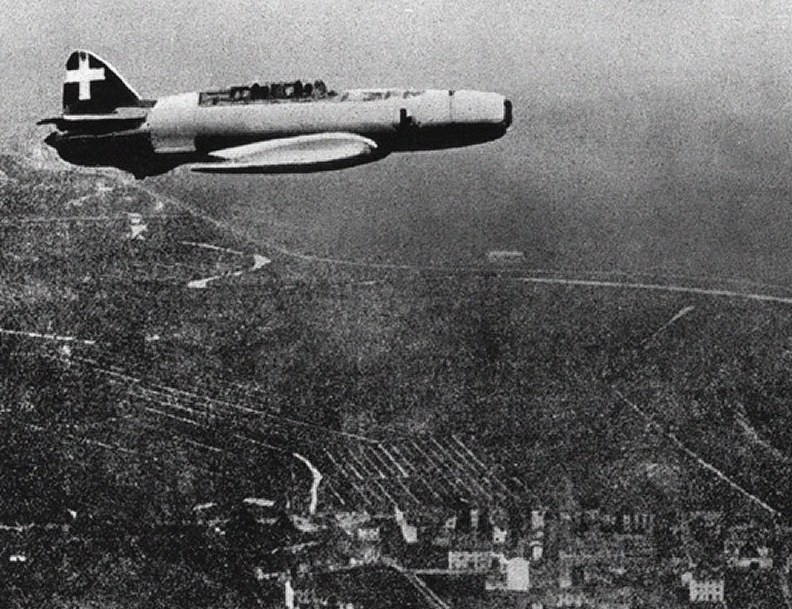
C.C.2 am 30. November 1941

Über den Verlauf der Erprobung gehen die Angaben in der Literatur zum Teil deutlich auseinander. Nach dem vertragsgemäßen, offiziellen Abnahmeflug am 16. September 1940 konnte die Erprobung erst am 11. April 1941 fortgesetzt werden. Am 5. Mai 1941 fand der erste Flug mit eingeschaltetem Nachbrenner statt. Am 7. Juli 1941 wurde der siebte Flug durchgeführt, der eine Stunde dauerte, wobei der Nachbrenner für 15 min eingeschaltet war. Flüge mit einem Passagier, dem Ingenieur Pedace, begannen am 5. November 1941. Hiernach folgte am 30. November 1941 ein Überführungsflug vom Flughafen Mailand-Linate nach Guidonia östlich von Rom mit einer Durchschnittsgeschwindigkeit von 217 km/h. Für etwa 525 km Strecke verbrauchte die C.C.2 675 Liter des mitgeführten Treibstoffs von 800 Liter. Guidonia war damals das italienische Zentrum für die Erprobung experimenteller Luftfahrzeuge, vergleichbar mit dem Royal Aircraft Establishment in Farnborough oder dem Wright Field in den USA. Der einzige Unfall passierte am 9. April 1942 nach einem Fahrwerkproblem mit nur einem ausgefahrenen Fahrwerksbein. Am 10. Juni 1942 war die MM487 wieder in der Luft.
Nach anderen Quellen war es der zweite Prototyp (MM488), der am 30. November 1941 den Flug von Mailand nach Guidonia durchführte. Nach Kay wurde der zweite Prototyp bis August 1941 nur für statische Bodentests eingesetzt und führte am 31. August seinen einzigen Flug, nämlich den zur vertragsgemäßen Abnahme durch und wurde nach dem Krieg im Museum Vigna di Valle in Rom ausgestellt. Ein drittes Exemplar wurde ohne Triebwerk fertiggestellt.

### Reaktionen
Das Unternehmen von Caproni und Campini erwies sich als grandioser Erfolg für das faschistische Regime Italiens, das die Luftfahrt ohne Rücksicht auf Kosten massiv förderte. Italien erhielt insgesamt 33 Glückwunsch-Telegramme aus dem Ausland und der Internationale Luftfahrtverband FAI homologierte die C.C.2 als erstes strahlgetriebenes Flugzeug der Welt – denn bis dahin hatte die Luftfahrtwelt noch keine Kenntnis von den geheimen Versuchen von Hans von Ohain und Heinkel etwa ein Jahr früher im Deutschen Reich, als diese am 27. August 1939 die Heinkel He 178 zum ersten Mal fliegen ließen.

### Abbruch des Experiments
Die Erprobungsflüge wurden 1942 eingestellt, als erkennbar war, dass das Campini-Konzept nicht mit dem Turbojet-Antrieb konkurrieren konnte. Die C.C.2/N.1 entwickelte nicht genug Schub, um den Thermojet für kommerzielle oder militärische Zwecke einsetzen zu können. 

## Verbleib

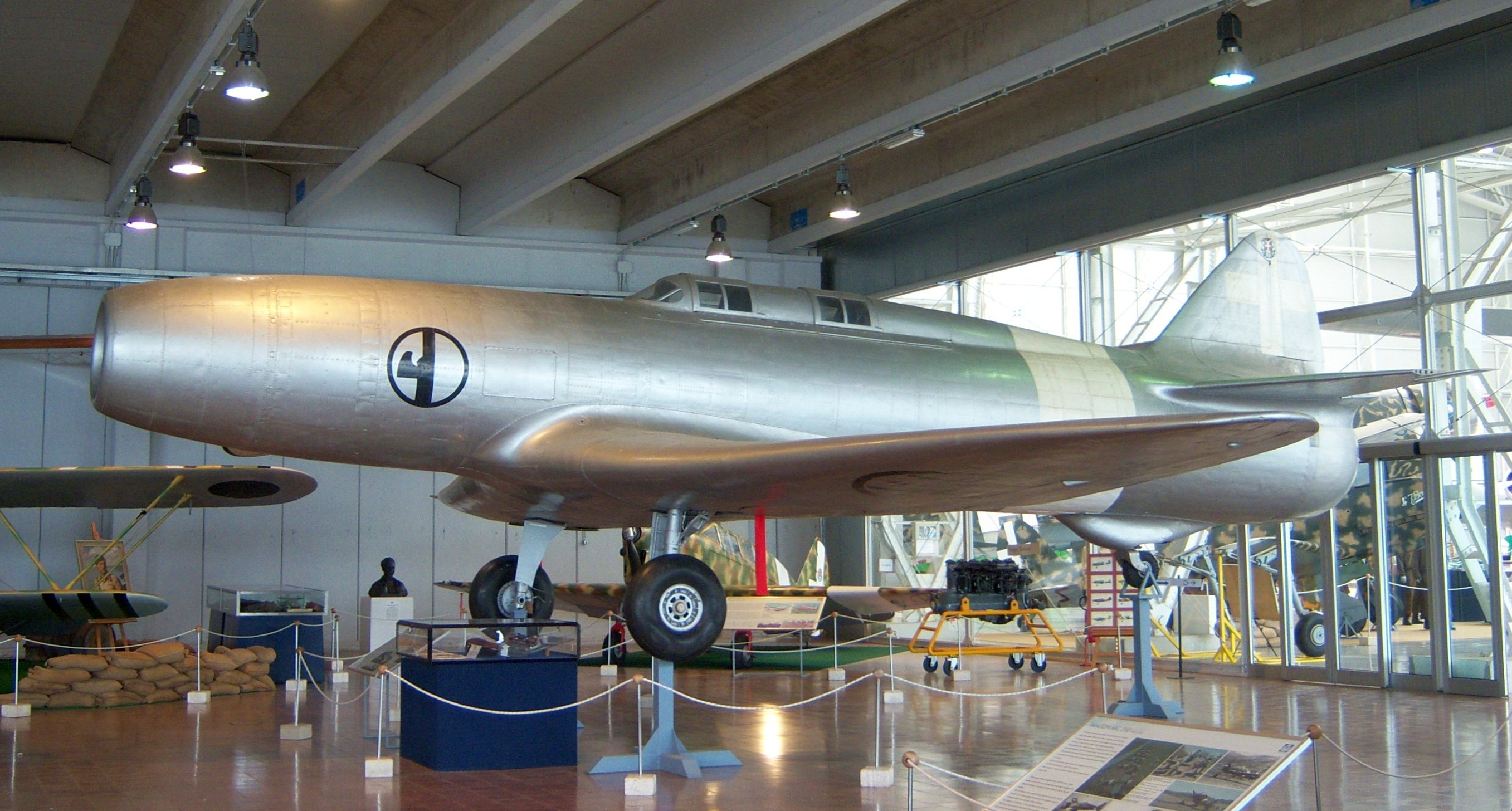
C.C.2 im Italienischen Luftfahrtmuseum Vigna di Valle

Der erste Prototyp wurde wahrscheinlich 1943 zerstört. Die Überreste wurden im Oktober 1944 nach England zum Royal Aircraft Establishment nach Farnborough gebracht und nach mehreren Zwischenstationen 1949 verschrottet. Der zweite Prototyp blieb erhalten und ist heute im Italienischen Luftfahrtmuseum Vigna di Valle bei Rom ausgestellt. Die Flugzeugzelle des dritten Exemplars ist heute im Besitz des Museums für Wissenschaft und Technik Leonardo da Vinci in Mailand.

## Technische Daten
| Kenngrößen            | Daten |
| --------------------- | --- |
| Besatzung             | 2 |
| Länge                 | 13,10 m |
| Spannweite            | 15,85 m |
| Flügelfläche          | 36,00 m² |
| Flügelstreckung       | 7,0 |
| Leermasse             | 3640 kg |
| Startmasse            | 4195 kg |
| Triebwerk             | ein V12-Motor Isotta Fraschini Asso L.121 RC.40 mit 671 kW (912 PS) als Antrieb eines dreistufigen Axialverdichters |
| Schub                 | 6,9 kN (ca. 700 kg)                                                                                                 |
| Höchstgeschwindigkeit | 375 km/h in 3000 m Höhe mit Nachbrenner 359 km/h in 3000 m Höhe ohne Nachbrenner                                    |
| Dienstgipfelhöhe      | 12.000 m |
| Reichweite            | 940 km |

## Vergleichbare Typen
Motorluftstrahltriebwerk
- Coanda-1910

Turbinenluftstrahltriebwerk
- Heinkel He 178 – erstes Strahlflugzeug weltweit aus Deutschland
- Gloster E.28/39 – erstes britisches Strahlflugzeug
- P-59 Airacomet – erstes US-amerikanisches Strahlflugzeug